# Jakobsstav

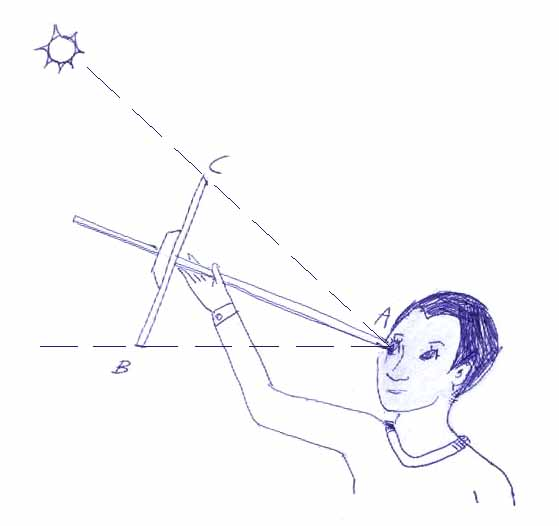
Jakobsstav

En Jakobsstav är ett ganska enkelt instrument att mäta, avståndsvinklar, främst en himlakropps höjd över horisonten.
Jakobsstaven beskrevs första gången av Levi ben Gershon i början av 1300-talet. Längs staven monteras en skjutbar tvärstav. Blickpunkten placeras i stavens ena ände, medan den andra placeras mot ena punkten av vinkeln som skall mätas, medan den skjutbara tvärstaven placeras så att den möter vinkelns andra punkt. Där stavarna möts kan nu vinkeln utläsas. Genom att placera flera tvärstavar längs den längsgående staven kan man få en mer exakt mätning av vinkeln. Från mitten av 1500-talet och in på 1700-talet användes Jakobsstaven för att mäta solens höjd. Den ersätts senare av oktanten och Sextanten.